# Sakon Jamamoto
Sakon Jamamoto (japonsky: 山本 左近, Jamamoto Sakon; * 9. července 1982, Tojohaši, prefektura Aiči) je bývalý japonský pilot Formule 1. V roce 2010 byl jezdcem týmu Hispania.

## Závodní kariéra
Jamamoto začal se svou závodní kariérou v roce 1994 v motokárové závodní škole na okruhu v Suzuce. Od roku 2001 závodil s monoposty Formule 3, největší úspěch s nimi však získal jen v Japonsku. Ještě téhož roku se rozhodl zkusit své štěstí v Evropě. Odjel pár závodů v britském mistrovství F3, ale ani jednou nebodoval. V roce 2002 neúspěšně závodil v německém mistrovství F3, v sedmnácti závodech ani jednou nebodoval. V roce 2003 závodil v evropské sérii F3, ale opět nezískal žádný rok. Kvůli svým neúspěchům v Evropě se rozhodl vrátit se do Japonska, zde v roce 2004 závodil opět ve formuli 3.
Další sezonu závodil ve Formuli Nippon, kde získal celkové desáté místo, a také se účastnil závodů Super GT s vozem Toyota Supra. Během japonské grand prix byl třetím pilotem týmu Jordan a zúčastnil se pátečního volného tréninku. O rok později ještě odjel celkem 6 závodů v Japonsku. Od června 2006 se stal testovacím jezdcem týmu Super Aguri F1. Pro sezonu 2007 zůstal testovacím pilotem Super Aguri, později nahradil Christijana Alberse v týmu Spyker. V témže roce a v roce 2008 se neúspěšně účastnil závodů GP2. Od roku 2008 je testovací pilot týmu Renault.

### Formule 1

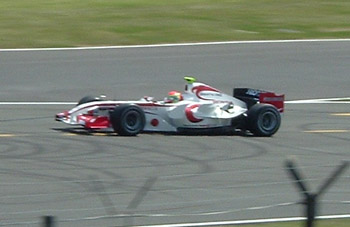
Jamamoto v Super Aguri

#### 2006: Super Aguri
Od 8. června, konkrétně od britské grand prix, se Jamamoto stal testovacím a zároveň náhradním jezdcem týmu Super Aguri. Od německé grand prix nahradil ve druhém voze Super Aguri do konce sezony Francka Montagnyho. Ovšem při svém prvním startu ve formuli 1 měl smůlu. Během volného tréninku zničil nové šasi SA06 a startovat musel ve starší specifikaci SA05. Navíc v závodě musel po prvním odjetém kole odstoupit kvůli mechanické závadě. Dokončit závod se mu podařilo až v Číně, a to na 16. místě, ovšem se ztrátou 4 kol na vítěze.
Nakonec se Jamamotovi podařilo dokončit i poslední dva závody, ve kterých si už vedl o mnoho lépe, než v předchozích grand prix. Pro další sezonu byl Jamamoto potvrzen jako testovací jezdec Super Aguri. Zároveň se však účastnil závodů GP2 v týmu BCN Competicion, později nahradil Christijana Alberse v týmu Spyker.

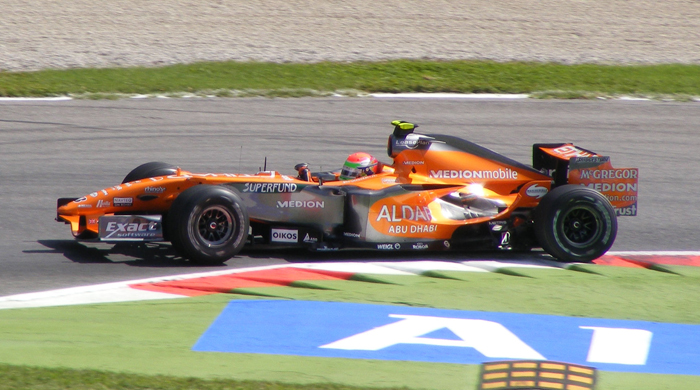
Jamamoto ve Spykeru v roce 2007.

#### 2007: Spyker
Poté, co byl ze Spykeru po britské grand prix vyhozen Christijan Albers, se na startovním roštu uvolnilo jedno místo. Poté, co ho v evropské grand prix nahradil Markus Winkelhock, bylo 26. července potvrzeno vypůjčení Sakona Jamamota od Super Aguri, pro zbývající závody sezony 2007. Při svém prvním závodě ve Spykeru, v maďarské grand prix, však havaroval už v sedmém kole. V dalších pěti závodech se mu už dařilo lépe. Všechny je dokončil, nejlépe skončil dvanáctý v domácím závodě ve Fudži. V posledním závodě měl Jamamoto kolizi s Fisichellou, který nedobrzdil do první zatáčky a když se snažil vrátit na trať, tak najel před Jamamotův vůz, a Jamamoto už kolizi nemohl zabránit.

## Kompletní výsledky
| Legenda k tabulce | Legenda k tabulce                                                                       |
| Barva             | Výsledek                                                                                |
| ----------------- | --------------------------------------------------------------------------------------- |
| Zlatá             | Vítěz                                                                                   |
| Stříbrná          | 2. místo                                                                                |
| Bronzová          | 3. místo                                                                                |
| Zelená            | Bodované umístění                                                                       |
| Modrá             | Nebodované umístění                                                                     |
| Modrá             | Dokončil neklasifikován (NC)                                                            |
| Fialová           | Odstoupil (Ret)                                                                         |
| Červená           | Nekvalifikoval se (DNQ)                                                                 |
| Červená           | Nepředkvalifikoval se (DNPQ)                                                            |
| Černá             | Diskvalifikován (DSQ)                                                                   |
| Bílá              | Nestartoval (DNS)                                                                       |
| Bílá              | Závod zrušen (C)                                                                        |
| Světle modrá      | Pouze trénoval (PO)                                                                     |
| Světle modrá      | Páteční testovací jezdec (TD)                                                           |
| Bez barvy         | Netrénoval (DNP)                                                                        |
| Bez barvy         | Vyřazen (EX)                                                                            |
| Bez barvy         | Nepřijel (DNA)                                                                          |
| Bez barvy         | Odvolal účast (WD)                                                                      |
| Bez barvy         | Nezúčastnil se (prázdné)                                                                |
| Označení          | Význam                                                                                  |
| Tučnost           | Pole position                                                                           |
| Kurzíva           | Nejrychlejší kolo                                                                       |
| †                 | Jezdec nedojel do cíle, ale byl klasifikován, protože odjel více než 90 % délky závodu. |
| ‡                 | Byl udělován poloviční počet bodů, protože bylo odjeto méně než 75 % délky závodu.      |
| Horní index       | Umístění bodujících jezdců ve sprintu                                                   |

### Formule 1
| 2005                                                 | Jordan Grand Prix           | Jordan EJ15B     | Toyota RVX/05 3.0 V10 | AUS | MAL | BHR | SMR | ESP | MON | EUR    | CAN    | USA    | FRA    | GBR     | GER     | HUN     | TUR     | ITA     | BEL    | BRA     | JPN TD | CHN | – | –         |
| 2006                                                 | Super Aguri F1              | Super Aguri SA05 | Honda RA806E 2.4 V8   | BHR | MAL | AUS | SMR | EUR | ESP | MON    | GBR TD | CAN TD | USA TD | FRA TD  |         |         |         |         |        |         |        |     | 0 | 26. místo |
| 2006                                                 | Super Aguri F1              | Super Aguri SA06 | Honda RA806E 2.4 V8   |     |     |     |     |     |     |        |        |        |        |         | GER Ret | HUN Ret | TUR Ret | ITA Ret | CHN 16 | JPN 17  | BRA 16 |     | 0 | 26. místo |
| 2007                                                 | Etihad Aldar Spyker F1 Team | Spyker F8-VII    | Ferrari 056 2.4 V8    | AUS | MAL | BHR | ESP | MON | CAN | USA    | FRA    | GBR    | EUR    | HUN Ret | TUR 20  |         |         |         |        |         |        |     | 0 | 24. místo |
| 2007                                                 | Etihad Aldar Spyker F1 Team | Spyker F8-VIIB   | Ferrari 056 2.4 V8    |     |     |     |     |     |     |        |        |        |        |         |         | ITA 20  | BEL 17  | JPN 12  | CHN 17 | BRA Ret |        |     | 0 | 24. místo |
| 2008 – 2009: Sakon Jamamoto se neúčastnil Formule 1. |                             |                  |                       |     |     |     |     |     |     |        |        |        |        |         |         |         |         |         |        |         |        |     |   |           |
| 2010                                                 | HRT                         | Hispania F110    | Cosworth 2,4 V8       | BHR | AUS | MAL | CHN | ESP | MON | TUR TD | CAN    | EUR    | GBR 20 | GER Ret | HUN 19  | BEL 20  | ITA 19  | SIN     | JPN 16 | KOR 15  | BRA    | ABU | 0 | 26. místo |

### Formule E
| Rok     | Tým         | Auto                  | 1   | 2   | 3   | 4   | 5   | 6   | 7   | 8   | 9   | 10      | 11      | Body | Umístění  |
| ------- | ----------- | --------------------- | --- | --- | --- | --- | --- | --- | --- | --- | --- | ------- | ------- | ---- | --------- |
| 2014–15 | Amlin Aguri | Spark-Renault SRT 01E | BEI | PUT | PDE | BNA | MIA | LBH | MON | BER | MOS | LON Ret | LON Ret | 0    | 35. místo |

### Výsledky v ostatních motoristických kategoriích
| Sezóna  | Série                     | Tým                              | Vůz                       | Závody | Vítězství | Pole Position | Podium | Body | Konečné umístění |
| 2001    | Formule 3 Japonsko        | TOM's                            |                           | 18     | 0         | 0             | 5      | 117  | 4. místo         |
|         | Formule 3 V. Británie     | Avanti                           | Dallara F301-Opel         | 4      | 0         | 0             | 0      | 0    | 24. místo        |
| 2002    | Formule 3 Německo         | GM Motorsport Team Kolles Racing |                           | 17     | 0         | 0             | 5      | 0    |                  |
|         | Formule 3 Itálie          | Team Kolles Racing               |                           | 1      | 0         | 0             | 0      | 0    |                  |
| 2003    | Formule 3 Euroseries      | Superfund TME                    | Dallara F303-TOM's Toyota | 20     | 0         | 0             | 0      | 0    | 27. místo        |
| 2004    | Formule 3 Japonsko        | TOM's                            |                           | 20     | 1         | 1             | 4      | 131  | 7. místo         |
| 2005    | Formule Nippon            | Kondo Racing                     |                           | 9      | 0         | 0             | 1      | 9    | 9. místo         |
|         | Super GT Japonsko (GT500) | TOM's Racing Team                | Toyota Supra              | 8      | 1         | 0             | 1      | 43   | 13. místo        |
| 2006    | Formule Nippon            | Kondo Racing                     |                           | 3      | 0         | 0             | 0      | 3,5  | 11. místo        |
|         | Super GT Japonsko (GT500) | NISMO                            | Nissan Fairlady Z         | 3      | 0         | 0             | 0      | 15   | 21. místo        |
| 2007    | GP2 Series                | BCN Competicion                  |                           | 11     | 0         | 0             | 0      | 0    | 30. místo        |
| 2008    | GP2 Series                | ART Grand Prix                   |                           | 10     | 0         | 0             | 0      | 3    | 23. místo        |
| 2008-09 | GP2 Asia Series           | ART Grand Prix                   |                           | 11     | 0         | 0             | 1      | 13   | 9. místo         |